# هوهانس کیورغیان
هُوْهانِس کیورغیان (ارمنی: Յովհաննէս Կիւրեղեան؛ ۲۴ اوت ۱۹۰۲ – ۱ مارس ۱۹۸۴) یک معمار، مهندس، و  Alpinist  اهل ارمنستان بود. 

## زندگی‌نامه
وی در ۲۴ اوت ۱۹۰۲ در کنستانتینوپل به دنیا آمد و در کالج موراد-رافائلیان تحصیل کرد. وی در ۱ مارس ۱۹۸۴ در سن ۸۱ سالگی در آزولو درگذشت.